# Apameia am Euphrat
Apameia (griechisch: Απάμεια) oder Apameia am Euphrat ist eine antike Stadt am Oberlauf des Flusses Euphrat beim heutigen Birecik (Türkei). Der Bau des Birecik-Stausees hat große Teile der Stadt in seinen Fluten verschwinden lassen.
Gegründet wurde die Stadt von dem Seleukidenkönig Seleukos I. Nikator (312–281 v. Chr.) und ist nach seiner Frau Apameia benannt. Sie liegt gegenüber von Zeugma, mit dem sie durch eine Brücke verbunden gewesen sein soll.